# ニューアムステルダム (ガイアナ)
ニューアムステルダム（英語: New Amsterdam）は、ガイアナの東ベルビセ＝コレンティネ州の州都。同国東部のベルビセ川東岸に位置し、ベルビセ川の河口（大西洋）からは6キロメートル上流にある。人口は17,329人（2012年国勢調査）。
かつてはオランダ領ベルビセの首都であった。オランダ語ではニーウアムステルダム（Nieuw Amsterdam）と呼ばれ、入植者の多くがアムステルダム地方出身だったことに由来する。町には古い植民地時代の建物が数多くあり、その中にはオランダ植民地時代に遡る建物もある。

## 歴史
1730年代から1740年代にかけて、ナッサウ要塞の近くに栄えた村を起源とする。この「最初のニューアムステルダム」はベルビセ川の約90キロメートル上流に位置しており、1763年に奴隷の反乱が起こった時には政策裁判所、倉庫、宿屋、2軒の鍛冶屋、パン屋、ルーテル教会、多数の家などが建てられていた。一方で「現在のニューアムステルダム」は1740年に建設されたシント・アンドリース要塞（Fort Saint Andries）の近くに建設された。1790年に植民地政府が置かれたが、1803年にイギリスに接収された。
ニューアムステルダムは決して大きな町ではなかったが、いくつかの先進的な条例が定められた。記録に残る初の衛生条例（公道の近くに私道を設けない、排水溝の整備、土地の除草）と、町唯一の宿屋の初の価格統制、そしてマデイラ・ワイン、Jenever、Kilthum（ラム酒の前身）、アメリカインディアンの飲み物が流通していた。当時の酒は必需品で、マラリアといった「瘴気」（伝染病）から身を守ってくれると信じられていた。
1763年3月、反乱軍の指導者であったコフィーはニューアムステルダムの政策裁判所を拠点とし、出入口には町の鍛冶屋のプリンスが修理した大砲を2門設置した。1764年に反乱軍はさらにベルビセ川上流へ撤退したが、この際プリンスは町に放火した。この火災によって町は焼き尽くされ、レンガ造りのルーテル教会が唯一形を留めた。反乱鎮圧後、プリンスは放火の罪に問われ処刑された。
その後町は再建されたが、1770年代には既に植民地の中心は肥沃な土地が広がるベルビセ川下流部へ移っていた。オランダ政府は当初豪華な政府庁舎を建設する予定であったが、距離があることから最終的にカンジェ川の河口に移転する方針に決まった。1790年6月までに当局は民間居住者を受け入れる準備を整え、翌年1月には現在のニューアムステルダムに住宅用地を与える条件を定める条例を公布した。住民はそれぞれ自分の土地を譲り受けて排水溝を整備しなければならず、政府が上流から移転してから6か月以内に家を建てなかった者は財産を失うことになった。
それから5年後、ベルビセ植民地はイギリスに占領された。ヨーロッパからの移民にとって当初はあまり魅力的ではなかった街並みは、建築家セザール・カステッラー二らによって徐々にその姿を変えていった。カステッラーニが建築したニューアムステルダム公立病院は、ジョージタウン公立病院に次ぐ国内最大級の規模を誇る医療機関として知られる。
1831年、ベルビセ植民地はデメララ＝エセキボ植民地と合併し、英領ギニアが発足すると、ニューアムステルダムは首都ではなくなった。

## 気候
ケッペンの気候区分では熱帯雨林気候（Af）に分類されている。
| New Amsterdamの気候    | New Amsterdamの気候 | New Amsterdamの気候 | New Amsterdamの気候 | New Amsterdamの気候 | New Amsterdamの気候 | New Amsterdamの気候 | New Amsterdamの気候 | New Amsterdamの気候 | New Amsterdamの気候 | New Amsterdamの気候 | New Amsterdamの気候 | New Amsterdamの気候 | New Amsterdamの気候 |
| 月                     | 1月                 | 2月                 | 3月                 | 4月                 | 5月                 | 6月                 | 7月                 | 8月                 | 9月                 | 10月                | 11月                | 12月                | 年                  |
| ---------------------- | ------------------- | ------------------- | ------------------- | ------------------- | ------------------- | ------------------- | ------------------- | ------------------- | ------------------- | ------------------- | ------------------- | ------------------- | ------------------- |
| 平均最高気温 °C （°F） | 30.1 (86.2)         | 30.4 (86.7)         | 30.6 (87.1)         | 30.4 (86.7)         | 30.7 (87.3)         | 30.6 (87.1)         | 30.8 (87.4)         | 31.4 (88.5)         | 31.9 (89.4)         | 31.8 (89.2)         | 31.6 (88.9)         | 30.8 (87.4)         | 30.93 (87.66)       |
| 日平均気温 °C （°F）   | 26.5 (79.7)         | 26.7 (80.1)         | 27.0 (80.6)         | 26.9 (80.4)         | 27.1 (80.8)         | 27.0 (80.6)         | 27.0 (80.6)         | 27.5 (81.5)         | 27.9 (82.2)         | 27.8 (82)           | 27.6 (81.7)         | 27.1 (80.8)         | 27.18 (80.92)       |
| 平均最低気温 °C （°F） | 23.0 (73.4)         | 23.1 (73.6)         | 23.4 (74.1)         | 23.4 (74.1)         | 23.5 (74.3)         | 23.4 (74.1)         | 23.3 (73.9)         | 23.6 (74.5)         | 23.9 (75)           | 23.8 (74.8)         | 23.7 (74.7)         | 23.4 (74.1)         | 23.46 (74.22)       |
| 雨量 mm （inch）       | 153 (6.02)          | 83 (3.27)           | 90 (3.54)           | 135 (5.31)          | 199 (7.83)          | 225 (8.86)          | 185 (7.28)          | 132 (5.2)           | 64 (2.52)           | 65 (2.56)           | 65 (2.56)           | 174 (6.85)          | 1,570 (61.8)        |
| 出典：Climate-Data.org |                     |                     |                     |                     |                     |                     |                     |                     |                     |                     |                     |                     |                     |

## 交通
ニューアムステルダムは港として機能している。
これまでベルビセ川には橋が架かっていなかったが、2008年12月にベルビセ橋が開通し、首都ジョージタウンと陸路で直接繋がった。

## 教育
ニューアムステルダムの主な学校には、ベルビセ高校、ベルビセ教育学院、ヴライマンズ・アーヴェン中等教育学校、チュートリアル・アカデミー、および以前はニューアムステルダム・マルチラテラル高校として知られていたニューアムステルダム中等教育学校（1975年開校）がある。

## 出身人物
- デヴィッド・ダビディーン（英語版） - 小説家、詩人、学者、元ユネスコガイアナ大使
- ジル・ゴメス（英語版） - ソプラノ歌手
- カール・バリントン・グリニッジ（英語版） - 元ガイアナ副大統領
- エドワード・ラックホー（英語版） - 元ガイアナ植民地総督
- ライオネル・ラックホー（英語版） - 政治家、弁護士
- エドガー・ミッテルホルツァー（英語版） - 小説家
- シュリダス・ランファル（英語版） - 政治家、元イギリス連邦事務総長

## 姉妹都市
- アメリカ合衆国テキサス州ミッドランド[9]